# Gruta (gromada)
Gruta – dawna gromada, czyli najmniejsza jednostka podziału terytorialnego Polskiej Rzeczypospolitej Ludowej w latach 1954–1972.
Gromady, z gromadzkimi radami narodowymi (GRN) jako organami władzy najniższego stopnia na wsi, funkcjonowały od reformy reorganizującej administrację wiejską przeprowadzonej jesienią 1954 do momentu ich zniesienia z dniem 1 stycznia 1973, tym samym wypierając organizację gminną w latach 1954–1972.
Gromadę Gruta z siedzibą GRN w Grucie utworzono – jako jedną z 8759 gromad na obszarze Polski – w powiecie grudziądzkim w woj. bydgoskim, na mocy uchwały nr 24/6 WRN w Bydgoszczy z dnia 5 października 1954. W skład jednostki weszły obszary dotychczasowych gromad Gruta, Mełno i Orle ze zniesionej gminy Gruta w tymże powiecie. Dla gromady ustalono 25 członków gromadzkiej rady narodowej.
1 stycznia 1958 do gromady Gruta włączono wsie Jasiewo i Słup ze zniesionej gromady Słup w tymże powiecie.
31 grudnia 1961 do gromady Gruta włączono wsie Boguszewo, Gołębiewko i Kitnowo ze zniesionej gromady Boguszewo w tymże powiecie.
1 stycznia 1969 do gromady Gruta włączono sołectwa Okonin i Plemięta ze zniesionej gromady Okonin w tymże powiecie.
Gromada przetrwała do końca 1972 roku, czyli do kolejnej reformy gminnej. 1 stycznia 1973 w powiecie grudziądzkim reaktywowano gminę Gruta.